# Ключики (Становлянский район)
Клю́чики — деревня Островского сельсовета Становлянского района Липецкой области. Стоит в истоке реки Лотошок.
Скорее всего, селение Ключики появились в конце XVII века: оно отмечается в Российском атласе 1800 года.
Название — по родникам (ключам) с холодной водой.
В Липецкой области есть также другая деревня Ключики; она расположена на Елецком шоссе в Липецком районе.

## Население
| 2010 |
| ---- |
| 27   |